# Torte da record
Torte da record (titolo originale Ultimate Cake Off) è un reality show a puntate di genere documentario e culinario. Lo show si basa sulla sfida tra pasticcieri. In ogni puntata i pasticcieri insieme al loro team hanno 9 ore di tempo per preparare una torta per un particolare evento. Le torte saranno giudicate dal presentatore Michael Schulson (presente nella prima stagione), George Duran (presente a partire dalla seconda), Margaret Braun, Leigh Grode e dal cliente che commissiona la torta. La squadra vincitrice riceve un montepremi di 10.000 dollari e la sua torta verrà mostrata all'evento.
Lo show è stato trasmesso in America a partire dal 3 agosto 2009 sulla rete TLC, in Italia è andato in onda a partire dal 7 giugno 2011 sulla rete Real Time.

## Cast
Il cast del programma è composta da tre persone:
- Michael Schulson (2009): noto chef americano, famoso per la sua cucina che si ispira a quella giapponese, ha presentato la prima edizione del programma
- George Duran (2010-): famoso chef venezuelano con discendenze armene, è famoso al pubblico americano per aver presentato vari show televisivi. A torte da record approda con l'inizio della seconda stagione
- Margaret Braun (2009-): nota pasticceria newyorkese, è uno dei giudici della competizione fin da prima edizione
- Leigh Grode (2009-): nota pasticceria di New York, ha aperto insieme alla socia e amica Joan Spitler. Anche lei è uno dei giudici fin dall'inizio del programma

## Svolgimento della puntata
In ogni puntata tre pasticcieri, con il loro team, hanno nove ore di tempo per realizzare una torta per un determinato evento. La puntata inizia con l'incontro con il cliente, il quale spiega che tipo di evento si tratta e risponderà alle domande che gli verranno fatte dai tre concorrenti. A giudicare la torta ci saranno i tre giudici insieme al cliente.
Durante la gara i tre pasticcieri saranno sottoposti a due prove:
- prova di abilità: ai pasticcieri viene chiesto di decorare una piccola torta usando una tecnica precisa;
- prova di degustazione: i tre pasticcieri faranno assaggiare la torta ai giudici.

Al termine di ogni prova il vincitore potrà decidere quale squadra dovrà fermarsi per 30 minuti.
Al termine la squadra vincitrice riceve un montepremi di 10.000 dollari e la sua torta verrà mostrata all'evento.

## Stagioni
| Stagione | Puntate | Prima TV USA     | Prima TV Italia |
| -------- | ------- | ---------------- | --------------- |
| 1        | 8       | 3 agosto 2009    | 7 giugno 2011   |
| 2        | 12      | 1º febbraio 2010 | 23 luglio 2013  |

## Speciale
È stato realizzato uno speciale al quale parteciparono Buddy Valastro con tre dei suoi cognati: Mauro, Joey e Remy. In questa puntata speciale i tre cognati dovevano realizzare una torta per i 100 anni della Pasticceria da Carlo. La torta del vincitore sarebbe stata esposta in una delle vetrine della pasticceria.

## Curiosità
Dana Herbert, pasticcere di Bear nel Delaware, dopo aver partecipato a Torte da record, ha partecipato e vinto la prima edizione de Il boss delle torte - La sfida.